# 系统工程与电子技术
《系统工程与电子技术》创刊于1979年，是中国大陆信息科技类月刊，编辑部位于北京市。此刊物由中国航天科工防御技术研究院，中国宇航学会，中国系统工程学会，北京航天情报与信息研究所主办。
《系统工程与电子技术》在2018年被中华人民共和国国家新闻出版广电总局新闻报刊司评为2017年全国“百强报刊”。